# Komunistyczna Partia Kazachstanu
Komunistyczna Partia Kazachstanu (kaz. Қазақстан Коммунистік партиясы; ros. Коммунистическая партия Казахстана) – rozwiązana kazachska partia polityczna.

## Historia

### 1936–1991
Początki partii sięgają 1936 roku, kiedy to została utworzona Kazachska Socjalistyczna Republika Radziecka. Wówczas Komunistyczna Partia Kazachskiej SRR stała się regionalną filią Komunistycznej Partii Związku Radzieckiego. Wraz z rozpadem Związku Radzieckiego i ogłoszeniem niepodległości przez Kazachstan, władze partii zadecydowały o jej rozwiązaniu.
W latach 1936–1991 na czele partii stali kolejno:
- od 5 grudnia 1936 do 3 maja 1938 Lewon Mirzojan
- od 3 maja 1938 do 14 września 1945 Nikołaj Skworcow
- od 14 września 1945 do 14 września 1946 Giennadij Borkow
- od 14 września 1946 do 6 marca 1954 Żumabaj Szajachmetow
- od 6 marca 1954 do 7 maja 1955 Pantielejmon Ponomarienko
- od 7 maja 1955 do 6 marca 1956 Leonid Breżniew
- od 6 marca 1956 do 26 grudnia 1957 Iwan Jakowlew
- od 26 grudnia 1957 do 19 stycznia 1960 Nikołaj Bielajew
- od 19 stycznia 1960 do 26 grudnia 1962 Dinmuchamed Kunajew
- od 26 grudnia 1962 do 7 grudnia 1964 Ismaił Jusupow
- od 7 grudnia 1964 do 16 grudnia 1986 Dinmuchamed Kunajew
- od 16 grudnia 1986 do 22 czerwca 1989 Giennadij Kołbin
- od 22 czerwca 1989 do 14 grudnia 1991 Nursułtan Nazarbajew

### 1991–2015
Jeszcze w październiku 1991 roku, część działaczy zadecydowała o zawiązaniu nowego ugrupowania pod nazwą „Komunistyczna Partia Kazachstanu”. Na czele nowej formacji stanął Serykbołsyn Äbdyldin. KPK została oficjalnie zarejestrowana 28 lutego 1998. Ugrupowanie odwoływało się w głównej mierze do starszego pokolenia, które zwłaszcza w okolicach wiejskich tęskniło za czasami radzieckimi. W połowie lat 90. ugrupowanie działało w opozycyjnych koalicjach „Azamat” i „Pokolenie”. W lutym 1998 roku partia dołączyła do opozycyjnego Frontu Ludowego Kazachstanu.
W 2004 roku w partii nastąpił rozłam, secesjoniści utworzyli nowe ugrupowanie pod nazwą Komunistyczna Ludowa Partia Kazachstanu. Od 2004 roku KPK uczestniczyła w różnych blokach opozycyjnych. W 2003 roku koalicja pod wodzą komunistów uzyskała 3,4% głosów i nie zdobyła żadnego mandatu w parlamencie. 17 kwietnia 2010 na czele ugrupowania stanął Gaziz Ałdamżarow. Partia należała do struktur Związku Partii Komunistycznych – Komunistycznej Partii Związku Radzieckiego.
4 września 2015 wszedł w życie wyrok Sądu Gospodarczego w Ałmaty, kończący działalność Komunistycznej Partii Kazachstanu oraz wykreślający ją z rejestru partii politycznych w Kazachstanie.